# Wzonka-Lad
Wzonka-Lad（ウゾンカラッド）とは、かつて開発されていたゲームボーイのゲームエミュレータである。対応プラットフォームはAmigaホームコンピュータのみ。

## 概要
1984年にモトローラが開発した完全32bitマイクロプロセッサ、MC68020のアセンブラでプログラムされた。

## 特徴
互換性は高く、最終バージョンにおいてはほとんどのゲームを実用的に遊べる程度のスピードで、実行することができた。また、アセンブリ言語で書かれていながら、GUIに対応しているのも特徴である。
MC68020以降のプロセッサを搭載していれば動作し、ゲームの速度と色を変えるためのオプションが存在した。グラフィックスとサウンドカードにも、CyberGraphXとAHIを通して対応していた。

## 歴史
当時、Amigaに移植されたゲームボーイエミュレータには、C言語で書かれたVirtual Gameboy(VGB)が存在していたものの、実行速度が遅かったため、開発者のVille Helinはアセンブリ言語を用いて、より速く実行できるものを開発することにした。1996年に開発がスタートし、1999年で一度停止した。
その後は、元々はシェアウェアであったライセンスを見直し、2003年8月よりフリーウェアとして、新バージョンが公開された。
2004年のリリース以降、開発は終了している。